# Dylan Duo
Dylan Duo (* 24. November 1977 in Gibraltar) ist ein Dartspieler aus Gibraltar.

## Karriere
Dylan Duo konnte sich 2009 über die European Order of Merit für die PDC World Darts Championship 2010 qualifizieren. Er war damit der erste und bislang einzige Spieler aus Gibraltar, dem dies gelang. Bei seinem WM-Debüt unterlag er dem Niederländer Vincent van der Voort mit 0:3. Wenige Wochen später nahm Duo auch an den UK Open 2010 teil, wo er es bis in die dritte Runde schaffte. Dort unterlag er Colin Osborne mit 3:9. Neben einigen Teilnahmen auf der PDC Pro Tour 2010 trat er zusammen mit Dyson Parody beim World Cup of Darts 2010 für Gibraltar an. In den Folgejahren spielte Duo zwar die PDC Qualifying School konnte sich jedoch keine Tour Card sichern. Bei der Gibraltar Darts Trophy 2015 und 2017 schied er zweimal in der ersten Runde aus. Auch beim World Cup of Darts 2017 unterlag Duo mit Dyson Parody erneut in der ersten Runde. Im selben Jahr gelang ihm beim World Masters der Einzug in die zweite Runde. Es folgten eine Teilnahme am WDF Europe Cup 2018 sowie einige weitere erfolglose Teilnahmen an der Qualifying School. Nachdem er sich eine DRA-Strafe einfing und er seine vorherigen Leistungen nicht mehr abrufen konnte, beschloss Duo 2020 zukünftig nur noch an regionalen Turnieren teilzunehmen.
Mitte Januar nahm Duo an der Q-School 2023 teil. Er schied jedoch ohne einen Sieg bereits in der First Stage aus.

## Weltmeisterschaftsresultate

### PDC
- 2010: 1. Runde (0:3-Niederlage gegen  Vincent van der Voort)